# Златопольская мужская гимназия
Златопольская мужская гимназия — бывшее учебное заведение в Златополе.

## История

### Частный пансион Л. М. Вилльети
До 1836 года в городе Златополь Чигиринского уезда Киевской губернии ещё с 1828 года предоставлялось начальное образование иностранным трёхклассным мужским частным пансионом Людвига Михайловича Вилльети с разрешения Императорского Харьковского университета от 1820 года. С 1831 года в пансионе было уже 5 классов. В этот год в пансион было принято 15 учеников, из них: 9 детей дворян, 5 детей чиновников и 1 разночинцев.
Согласно отчёту за 1836—1837 учебный год в пансионе обучалось 43 ученика: 40 детей дворян, 5 детей чиновников, 1 иностранцев. Успешно учились 32 ученика, посредственно — 8, не аттестованы — 3 (2 из-за бездарности, 1 из-за отсутствия желания).
В 1838 году плата за обучение в пансионе составляла 300 рублей в год, а с музыкой — 400.

### Златопольское уездное дворянское училище
Вероятно, спрос на образование был значительно больше, поскольку 31 марта 1836 года братья Лопухины, что были женаты на дочерях генерал-лейтенанта Евстафия Удома, обратились в правление Императорского университета Святого Владимира с предложением учредить в городе дворянское четырёхклассное училище.
Акт торжественного открытия училища состоялся 28 августа 1836 года. По этому случаю в Златополь прибыл попечитель Киевского учебного округа Егор Брадке.
Людвиг Вилльети первые пять учебных лет в училище преподавал французский язык.
Первые три класса училища полностью соответствовали трём низшим гимназическим классам, а четвёртый был организован для тех, кто хотел бы ограничиться меньшим, чем гимназическое, но законченным образованием.
В 1839 году была открыта метеорологическая площадка.
Почётным смотрителем в 1836—1849 учебных годах был уездный предводитель дворянства в 1836—1838 годах надворный советник Пётр Лопухин, а в 1850—1860 учебных годах был уездный предводитель дворянства в 1843—1857 годах коллежский асессор Лев Бороздин.
В 1843 году началось, а 29 июля 1860 года завершилось строительство двухэтажного кирпичного жилого помещение пансиона, а с 1862 года в нём была оборудована домашняя церковь.

### Златопольская мужская прогимназия
В октябре 1863 года поступило разрешение Министерство народного просвещения превратить четвёртый класс училища в гимназический класс с правом поступления в пятый класс гимназии без экзаменов. Таким образом, по уровню организации учебного процесса с 1868—1869 учебного года Златопольское уездное дворянское училище получает статус Златопольской прогимназии с предметом латинский язык. С 1871 года в учебные предметы добавляется греческий язык и добавляется подготовительный класс, в который набрано 43 ученика.
В 1876 году был рассмотрен вопрос о строительстве нового и реконструкции имеющегося помещений. Было подсчитано, что необходимо 13257 рублей для нового и 2743 рубля для имеющегося. Лишь в 1881 году были найдены для этого средства: почётный попечитель в 1864—1886 учебных годах подпоручик в отставке Николай Цветков предоставил 30000 рублей (за что был награждён орденом Святого Владимира 4-й степени 1 января 1886 года), а Лазарь Бродский — 10000 облигациям восточной ссуды.
С 1882—1883 учебного года четырёхклассная прогимназия превращается в шестиклассную.
В октябре 1884 года почётный попечитель Николай Цветков заявил о создании метеостанции.

### Златопольская мужская гимназия
В 1885 году Златопольская прогимназия преобразована в полную классическую мужскую гимназию. В связи с этим на заседании хозяйственного комитета гимназии рассматривается вопрос о возможности строительства нового помещения.
Строительство нового корпуса гимназии велось с 1885 по 1891 год на земельном участке, пожертвованым Лопухиными — владельцами Златопольской усадьбы, на средства Николая Цветкова и Лазаря Бродского. Автором проекта считается архитектор Николай Чекмарёв (по другим данным, Архипов). Открытие здания состоялось 12 мая 1891 года. К объектам ответственности гимназии была причислена и каменная часовня над склепом предков Лопухиных.
В марте 1886 года Николай Цветков сделал дополнительное денежное пожертвование.
В 1900 году плата за обучение в гимназии составляла 250—300 рублей в год. Помимо этого необходимо было оплатить единовременный взнос 40—50 рублей. Стоимость квартиры для учащихся составляла 100—300 рублей.
В 1901 году на крыше помещения пансиона построена метеовышка.
Почётным попечителем в 1907—1908 учебном году был Иван Николаевич Лопухин.
Несколько членов меценатской семьи Терещенко были почётными членами Общества помощи нуждающимся ученикам Златопольской мужской гимназии и Златопольской женской гимназии.
В 1913 году бывший директор гимназии Николай Леонтьевич Лятошинский внёс 1300 рублей и этим учредил персональную стипендию.
Гимназия выдерживала конкуренцию не только с гимназиями других небольших городов Российской империи, но и с гимназиями Киева. Уже в начале XX века именно в эту гимназию отдавали своих детей родители, которые имели возможность выбирать учебное заведение по критерию престижности.
Более 290 выпускников и учеников стали участниками Первой мировой войны, из них:
- 5 генералов
- Кавалеры ордена Святой Анны:
  - 1 степени — 3
  - 2 степени — 35
  - 3 степени — 70
  - 4 степени — 76
- Кавалер ордена Белого Орла — 1
- Кавалеры ордена Святого Владимира:
  - 2 степени — 1
  - 3 степени — 5
  - 4 степени — 22

- Кавалеры ордена Святого Георгия 4 степени — 13
- Кавалеры Георгиевского оружия — 11
- Кавалер ордена Святого Александра Невского — 1
- Кавалеры ордена Святого Станислава: 
  - 1 степени — 3
  - 2 степени — 41
  - 3 степени — 84

- Кавалер Железного креста УНР — 1
- Кавалер креста Симона Петлюры — 1

В октябре 1920 года Златопольская мужская гимназия завершила свою деятельность. 

## Список руководителей гимназии

### Руководители дворянского училища
| Имя                             | Дата рождения | Дата смерти | Чин                  | Год начала | Год завершения | Должность                  | Другие учебные заведения |
| ------------------------------- | ------------- | ----------- | -------------------- | ---------- | -------------- | -------------------------- | --- |
| Антон Антонович Калливода       | 1795          | 17.01.1838  |                      | 01.06.1836 | 17.01.1838     | Штатный смотритель (и. о.) | 26.11.1834—07.04.1836 — комнатный смотритель благородного пансиона, с 15.12.1834 — учитель немецкого и французского языка, с 01.01.1836 — и. о. учителя немецкого языка в Первой киевской гимназии. |
| Даниил Ефимович Люценко         |               |             | Титулярный советник  | 1838       | 1839           | Штатный смотритель (и. о.) | |
| Василий Карлович Рутенберг      | 30.07.1807    | 02.03.1869  | Коллежский секретарь | 1839       | 1840           | Штатный смотритель         | 1836—1839 — помощник инспектора студентов Императорского университета Святого Владимира. |
| Максим Иванович Должанский      |               |             | Надворный советник   | 1840       | 1857           | Штатный смотритель         | |
| Иван Иванович Паевский          |               |             | Коллежский советник  | 1857       | 1859           | Штатный смотритель         | |
| Николай Кириллович Сторожевский |               |             | Надворный советник   | 1860       | 1864           | Штатный смотритель         | 1850—1854, 1865—1866 — учитель законоведения в Полтавской мужской гимназии, 1854—1860 — учитель законоведения в Нежинской мужской гимназии.                                                         |
| Рудольф Эрнстович Трулль        | 13.01.1825    | 21.11.1883  | Титулярный советник  | 1865       | 1868           | Штатный смотритель         | 1852—1864 — хранитель минералогического кабинета Императорского университета Святого Владимира. |

### Руководители прогимназии
| Имя                        | Дата рождения | Дата смерти | Чин                 | Год начала | Год завершения | Должность             | Другие учебные заведения |
| -------------------------- | ------------- | ----------- | ------------------- | ---------- | -------------- | --------------------- | --- |
| Рудольф Эрнстович Трулль   | 13.01.1825    | 21.11.1883  | Коллежский советник | 1868       | 1876           | Инспектор прогимназии | 1852—1864 — хранитель минералогического кабинета Императорского университета Святого Владимира. |
| Гавриил Степанович Солнцев |               |             | Статский советник   | 1876       | 1880           | Инспектор прогимназии | 1849—1855 — надзиратель Зотовского духовного училища, 1857—1859 — учитель математики, 1859—1860 — учитель истории в Тамбовской духовной академии, 1860—1862 — учитель русского языка в Пинской мужской гимназии, 1862—1873 — учитель русского и латинского языка в Орловской мужской гимназии, 1873—1876, 1884—1889 — инспектор народных училищ Киевской, Подольской и Волынской губерний. |
| Дмитрий Тимофеевич Ильин   | 1849          | 1887        | Статский советник   | 1880       | 1887           | Директор гимназии     | 1874—1877 — учитель латинского языка в Феодосийской мужской прогимназии, 1877—1880 — учитель латинского языка в Первой киевской гимназии. |

### Руководители гимназии
| Имя                               | Дата рождения | Дата смерти | Чин                              | Год начала | Год завершения | Должность          | Другие учебные заведения |
| --------------------------------- | ------------- | ----------- | -------------------------------- | ---------- | -------------- | ------------------ | --- |
| Дмитрий Тимофеевич Ильин          | 1849          | 1887        | Статский советник                | 1880       | 1887           | Директор гимназии  | 1874—1877 — учитель латинского языка в Феодосийской мужской прогимназии, 1877—1880 — учитель латинского языка в Первой киевской гимназии. |
| Алексей Александрович Андриевский | 12.03.1845    | 05.07.1902  | Статский советник                | 1885       | 1890           | Инспектор гимназии | |
| Александр Фёдорович Крутков       |               |             | Статский советник                | 1888       | 1892           | Директор гимназии  | 1872—1889 — учитель греческого языка в Третьей Санкт-Петербургской гимназии, 1892—1906 — директор Лубенской гимназии, 1906—1907 — учитель географии, 1907—1912 — учитель латинского языка в 12-й Санкт-Петербургской гимназии. |
| Иван Трофимович Волкобой          |               |             | Статский советник                | 1890       | 1897           | Инспектор гимназии | 1872—1883 — учитель истории и географии в Белоцерковском реальном училище, 1884—1889 — учитель истории и географии в Ровенской мужской гимназии, 1884—1889 — инспектор (и. о.) Ровенской мужской гимназии, 1889—1890 — инспектор (и. о.) Лубенской мужской гимназии, 1897—1906 — инспектор (и. о.) Немировской мужской гимназии.                               |
| Климент Иванович Турчаковский     | 1847          | 09.01.1897  | Статский советник                | 1892       | 1894           | Директор гимназии  | 1873—1874 — учитель истории и географии в Череповецком реальном училище, 1874—1878 — учитель истории и географии в Кишиневской мужской гимназии, 1878—1880 — учитель истории и географии в Ришельевской гимназии, 1883—1889 — учитель истории в Первой киевской гимназии, 1889—1892 — директор Уманской прогимназии, 1894—1897 — директор Острожской гимназии. |
| Юрий Васильевич Эслингер          | 1848          |             | Статский советник                | 1894       | 1896           | Директор гимназии  | 1873—1874 — учитель русского языка Харьковской прогимназии, 1875—1883 — инспектор Белгородской прогимназии, 1884—1894 — директор Острожской прогимназии, 1896—1898 — инспектор народных училищ Киевской, Подольской и Волынской губерний. |
| Николай Петрович Чернушевич       | 1847          |             | Действительный статский советник | 1896       | 1908           | Директор гимназии  | 1874—1878 — учитель математики в Белоцерковском реальном училище, 1878—1894 — учитель математики в Киевском реальном училище, 1878—1881 — учитель математики в Киевской женской гимназии, 1881—1896 — учитель математики в Киевском институте благородных девиц, 1894—1896 — инспектор народных училищ Киевской, Подольской и Волынской губерний.              |
| Лука Иванович Воеводский          |               |             | Статский советник                | 1898       | 1905           | Инспектор гимназии | 1879—1897 — учитель русского и греческого языка в Немировской мужской гимназии, 1897—1898 — учитель древних языков в Первой киевской гимназии. |
| Степан Андреевич Живаго           |               |             | Статский советник                | 1906       | 1909           | Инспектор гимназии | 1894—1906 — учитель древних языков в Глуховской мужской гимназии, 1909—1913 — инспектор Острожской гимназии, 1913—1916 — инспектор Белоцерковской мужской гимназии. |
| Николай Леонтьевич Лятошинский    | 1861          |             | Статский советник                | 1908       | 1910           | Директор гимназии  | 1885—1889 — учитель истории, 1906—1908 — директор Немировской мужской гимназии, 1889—1897 — учитель истории и географии в Житомирской мужской гимназии, 1897—1906 — учитель истории в Первой киевской гимназии, 1911—1916 — директор житомирского частного коммерческого училища Н. Л. Ремезовой.                                                              |
| Иван Николаевич Россоптовский     | 18.05.1854    |             | Статский советник                | 1909       | 1911           | Инспектор гимназии | 1889—1901 — учитель математики в Прилуцкой мужской гимназии 1901—1908 — учитель математики в Роменском реальном училище 1906—1908 — учитель математики в Роменской женской гимназии 1911—1913 — учитель математики в Барском реальном училище 1908—1909 — инспектор и учитель арифметики в Сквирской частной прогимназии Ф. Дроздовского                       |
| Иван Кондратьевич Окоёмов         | 1866          |             | Коллежский советник              | 1910       | 1914           | Директор гимназии  | 1896—1903 — учитель математики в Пятой варшавской гимназии, 1904—1906 — инспектор Императорского Варшавского университета, 1909—1910 — директор Острожской гимназии. |
| Иван Дмитриевич Сокологорский     | 20.06.1863    | 07.11.1942  | Статский советник                | 1911       | 1913           | Инспектор гимназии | 1897—1911 — учитель русского языка в Винницком реальном училище, 1914—1916 — инспектор (и. о.) Роменского реального училища. |
| Трофим Иванович Ромасюк           |               |             | Статский советник                | 1913       | 1916           | Инспектор гимназии | 1899—1909 — учитель древних языков в Черниговской мужской гимназии, 1905—1906 — учитель истории и географии, 1909—1914 — инспектор (и. о.) Луцкой гимназии. |
| Павел Алексеевич Федоровский      | 1862          |             | Действительный статский советник | 1914       | 1919           | Директор гимназии  | 1903—1906 — директор народных училищ Кутаисской губернии, 1906—1913 — директор народных училищ Тифлисской губернии. |

## Преподаватели
- Алексеев, Сергей Алексеевич — учитель каллиграфии и рисования (1839—1842).
- Андриевский, Иван Прохорович — учитель русского языка (1882—1909).
- Антониадис, Анастасий Маркович — учитель древних языков (1890—1910).
- Бабенко, Александр Калистратович — учитель математики и физики (1907—1908).
- Бельский, Фома Антонович — учитель русского языка (1913—1918).
- Бруер, Юлиан Петрович — учитель французского языка (1911—1914).

- Вилльети, Людвиг Михайлович — учитель французского языка (1836—1841).
- Вильбоа, Владимир Николаевич — учитель русского языка и литературы (1836—1839).
- Воинов, Константин Викторович — учитель истории, географии и законоведения (1908—1920).
- Воскресенский, Сергей Иванович — учитель древних языков (1884—1889).
- Гебгардт, Фридрих Карлович — учитель немецкого языка (1881—1899).
- Грушевский, Григорий Иванович — учитель пения, русского языка и арифметики (1898—1916).
- Декан, Фридрих Адольфович — учитель французского языка (1892—1908).
- Дорожинский, Николай Сильвестрович — учитель древних языков (1904—1909).
- Дорожинский, Михаил Андреевич — учитель математики и древних языков (1885—1894).
- Зеленецкий, Антоний Крискентович — учитель закона божьего (1896—1920).
- Зеров, Николай Константинович — учитель древних языков (1915—1917).
- Зиновьев, Митрофан Иванович — учитель каллиграфии и рисования (1896—1897).
- Зубакин, Михаил Фёдорович — учитель древних языков (1910—1914)[7].
- Иванов, Варсонофий Николаевич — учитель математики (1888—1898).
- Крафт, Карл Мартынович — учитель немецкого языка (1868—1878).
- Лаврентьев-Гальченко, Пётр Лаврентьевич — учитель каллиграфии и рисования (1904—1919).
- Линник, Григорий Емельянович — учитель истории, географии (1902—1906).
- Лоначевский-Петруняко, Михаил Иванович — учитель математики (1858—1861).
- Мышлаевский, Захар Яковлевич — учитель латинского языка (1842—1864), отец Александра Захарьевича Мышлаевского.
- Немолодышев, Степан Арсеньевич — учитель математики и законоведения (1908—1910).
- Пятин, Александр Титович — учитель французского языка (1884—1892).
- Савченко-Бельский, Михаил Александрович — учитель естествознания (1906—1907).
- Соловьёв, Михаил Петрович — учитель математики (1884—1887).
- Стрижевский, Гавриил Яковлевич — учитель латинского языка (1869—1873).
- Успенский, Константин Никифорович  — учитель истории, географии и латинского языка (1873—1876, 1979—1901).
- Фор, Карл Карлович — учитель немецкого языка (1901—1914, 1919—1920)[8].
- Харский, Игнат Иванович — учитель математики (1852—1854).
- Цариков, Василий Корнеевич — учитель русского языка и арифметики (1877—1911).
- Черневский, Викентий Игнатьевич — учитель древних языков (1872—1887).
- Ярмохович, Иван Матвеевич — учитель каллиграфии, рисования и черчения (1869—1897).